# Puchar Intertoto UEFA (1999)
Puchar Intertoto UEFA 1999 był 39. edycją piłkarskiego turnieju, piątą pod egidą UEFA. Turniej toczył się w formule pucharowej z udziałem 60 drużyn. Zespoły zagrały o trzy miejsca w Pucharze UEFA.

## Pierwsza runda
| Drużyna 1                            | Wynik dwumeczu | Drużyna 2             | Pierwszy mecz | Drugi mecz |
| ------------------------------------ | -------------- | --------------------- | ------------- | ---------- |
| Vålerenga Fotball                    | 1:2            | FK Ventspils          | 1:0           | 0:2        |
| Spartak Warna                        | 1:8            | Sint-Truiden          | 1:2           | 0:6        |
| Polonia Warszawa                     | 4:0            | Tiligul Tyraspol      | 4:0           | 0:0        |
| Pobeda Prilep                        | 4:4 (k. 4:3)   | Ozeta Dukla Trenčín   | 3:1           | 1:3        |
| Rudar Velenje                        | 2:2(br. wyj.)  | Halmstads BK          | 0:0           | 2:2        |
| Herfølge BK                          | 0:4            | MŠK Žilina            | 0:2           | 0:2        |
| FCM Bacău                            | 0:2            | Ararat Erywań         | 0:1           | 0:1        |
| Lakamatyu-96 Witebsk                 | 3:4            | NK Varteks            | 1:2           | 2:2        |
| Union Luksemburg                     | 1:7            | Vasas Danubius Hotels | 1:3           | 0:4        |
| Shelbourne FC                        | 0:2            | Neuchâtel Xamax       | 0:0           | 0:2        |
| Ceahlăul                             | 2:0            | Ekranas Poniewież     | 1:0           | 1:0        |
| FC Hradec Králové                    | 1:1 (k. 1:3)   | FK Homel              | 1:0           | 0:1        |
| Hrvatski Dragovoljac                 | 1:2            | Newry Town            | 1:0           | 0:2        |
| Maccabi Hajfa                        | 2:2(br. wyj.)  | Qarabağ FK            | 1:2           | 1:0        |
| Cementarnica Skopje                  | 8:2            | Kolkheti              | 4:2           | 4:0        |
| Nova Oprema Prevalje                 | 0:6            | FC Basel              | 0:0           | 0:6        |
| Jedinstvo Bihać                      | 3:1            | GÍ Gøta               | 3:0           | 0:1        |
| Aberystwyth Town F.C.                | 3:4            | Floriana FC           | 2:2           | 1:2        |
| Akraness                             | 6:3            | Teuta Durrës          | 5:1           | 1:2        |
| FC Jokerit                           | 7:1            | JK Narva Trans        | 3:0           | 4:1        |
| Po lewej gospodarz pierwszego meczu. |                |                       |               |            |

## Druga runda
| Drużyna 1                            | Wynik dwumeczu | Drużyna 2             | Pierwszy mecz | Drugi mecz |
| ------------------------------------ | -------------- | --------------------- | ------------- | ---------- |
| Perugia                              | 1:0            | Pobeda Prilep         | 1:0           | 0:0        |
| MSV Duisburg                         | 2:1            | Newry Town            | 2:0           | 0:1        |
| FC Basel                             | 4:2            | Boby Brno             | 0:0           | 4:2        |
| Cementarnica Skopje                  | 2:3            | Rostselmash Rostov    | 1:1           | 1:2        |
| SK Brann                             | 3:3 (k. 4:5)   | NK Varteks            | 3:0           | 0:3        |
| Rudar Velenje                        | 2:4            | Austria Lustenau      | 1:2           | 1:2        |
| Lokeren                              | 6:2            | Akraness              | 3:1           | 3:1        |
| MŠK Žilina                           | 2:4            | FC Metz               | 2:1           | 0:3        |
| FC Kopenhaga                         | 1:4            | Polonia Warszawa      | 0:3           | 1:1        |
| Hammarby IF                          | 6:2            | FK Homel              | 4:0           | 2:2        |
| FK Ventspils                         | 1:3            | Kocaelispor           | 1:1           | 0:2        |
| Qarabağ FK                           | 0:9            | Montpellier HSC       | 0:3           | 0:6        |
| Ararat Erywań                        | 1:5            | Sint-Truiden          | 0:2           | 1:3        |
| Neuchâtel Xamax                      | 0:3            | Vasas Danubius Hotels | 0:2           | 0:1        |
| FC Jokerit                           | 3:2            | Floriana FC           | 2:1           | 1:1        |
| Ceahlăul                             | 5:2            | Jedinstvo Bihać       | 2:1           | 3:1        |
| Po lewej gospodarz pierwszego meczu. |                |                       |               |            |

## Trzecia runda
| Drużyna 1                            | Wynik dwumeczu | Drużyna 2             | Pierwszy mecz | Drugi mecz |
| ------------------------------------ | -------------- | --------------------- | ------------- | ---------- |
| RCD Espanyol                         | 1:4            | Montpellier HSC       | 0:2           | 1:2        |
| Ceahlăul                             | 1:1 (br. wyj.) | Juventus              | 1:1           | 0:0        |
| Trabzonspor                          | 4:2            | Perugia               | 1:2           | 3:0        |
| Heerenveen                           | 4:0            | Hammarby IF           | 2:0           | 2:0        |
| West Ham United                      | 2:1            | FC Jokerit            | 1:0           | 1:1        |
| Austria Lustenau                     | 2:2 (br. wyj.) | Stade Rennes          | 2:1           | 0:1        |
| Hamburger SV                         | 3:3 (br. wyj.) | FC Basel              | 0:1           | 3:2        |
| Sint-Truiden                         | 2:3            | Austria Wiedeń        | 0:2           | 2:1        |
| NK Varteks                           | 2:2 (br. wyj.) | Rostselmash Rostov    | 1:2           | 1:0        |
| Kocaelispor                          | 0:3            | MSV Duisburg          | 0:3           | 0:0        |
| Lokeren                              | 2:2 (br. wyj.) | FC Metz               | 1:2           | 1:0        |
| Polonia Warszawa                     | 4:1            | Vasas Danubius Hotels | 2:0           | 2:1        |
| Po lewej gospodarz pierwszego meczu. |                |                       |               |            |

## Półfinał
| Drużyna 1                            | Wynik dwumeczu | Drużyna 2        | Pierwszy mecz | Drugi mecz |
| ------------------------------------ | -------------- | ---------------- | ------------- | ---------- |
| MSV Duisburg                         | 1:4            | Montpellier HSC  | 1:1           | 0:3        |
| Trabzonspor                          | 3:6            | Hamburger SV     | 2:2           | 1:4        |
| Rostselmash Rostov                   | 1:9            | Juventus         | 0:4           | 1:5        |
| Stade Rennes                         | 4:2            | Austria Wiedeń   | 2:0           | 2:2        |
| West Ham United                      | 2:0            | Heerenveen       | 1:0           | 1:0        |
| FC Metz                              | 6:2            | Polonia Warszawa | 5:1           | 1:1        |
| Po lewej gospodarz pierwszego meczu. |                |                  |               |            |

## Finał
| Drużyna 1                            | Wynik dwumeczu | Drużyna 2    | Pierwszy mecz | Drugi mecz |
| ------------------------------------ | -------------- | ------------ | ------------- | ---------- |
| Juventus                             | 4:2            | Stade Rennes | 2:0           | 2:2        |
| West Ham United                      | 3:2            | FC Metz      | 0:1           | 3:1        |
| Montpellier HSC                      | 2:2 (k. 3:0)   | Hamburger SV | 1:1           | 1:1        |
| Po lewej gospodarz pierwszego meczu. |                |              |               |            |